# Never Ending Tour 2007
Never Ending Tour 2007 es el vigésimo año del Never Ending Tour, una gira musical del músico estadounidense Bob Dylan realizada de forma casi ininterrumpida desde el 7 de junio de 1988.

## Trasfondo
El vigésimo año de la gira Never Ending Tour comenzó con una etapa europea en Estocolmo, Suecia y continuó con otro concierto en el Globe Arena. Dylan tocó un total de seis conciertos en el Reino Unido, uno en Escocia y cinco en Inglaterra, tocando dos noches en el Wembley Arena de Londres.
Tras completar su etapa europea, Dylan viajó a Norteamérica para realizar 27 conciertos. La gira empezó con dos conciertos en The Borgata en Atlantic City los días 22 y 23 de junio, y terminó el 28 de julio en Kelseyville (California). Después, Dylan viajó a Nueva Zelanda y Australia para tocar una serie de doce conciertos en veinte días. La etapa incluyó dos conciertos en el Sídney Entertainment Centre y otros dos conciertos en el Rod Laver Arena de Melbourne. 
Tras su gira por Oceanía, regresó a los Estados Unidos para ofrecer una etapa de 31 conciertos. Dicha parte de la gira incluyó el concierto número 2000 del Never Ending Tour, que tuvo lugar el 16 de octubre en el Nutter Center de Fairborn (Ohio). La etapa, y con ello la gira, concluyó treinta días después tras una residencia de tres noches en el Chicago Theatre. 

## Conciertos
| Fecha                    | Ciudad           | País           | Escenario                               |
| ------------------------ | ---------------- | -------------- | --------------------------------------- |
| Europa                   |                  |                |                                         |
| 27 de marzo de 2007      | Estocolmo        | Suecia         | Debaser Medis                           |
| 28 de marzo de 2007      | Estocolmo        | Suecia         | Stockholm Globe Arena                   |
| 30 de marzo de 2007      | Oslo             | Noruega        | Oslo Spektrum                           |
| 1 de abril de 2007       | Gothenburg       | Suecia         | Scandinavium                            |
| 2 de abril de 2007       | Copenhague       | Dinamarca      | Forum Copenhagen                        |
| 4 de abril de 2007       | Hamburgo         | Alemania       | Colour Line Arena                       |
| 5 de abril de 2007       | Münster          | Alemania       | Halle Münsterland                       |
| 6 de abril de 2007       | Bruselas         | Bélgica        | Forest National                         |
| 8 de abril de 2007       | Ámsterdam        | Países Bajos   | Heineken Music Hall                     |
| 9 de abril de 2007       | Ámsterdam        | Países Bajos   | Heineken Music Hall                     |
| 11 de abril de 2007      | Glasgow          | Escocia        | Scottish Exhibition & Conference Centre |
| 12 de abril de 2007      | Newcastle        | Inglaterra     | Metro Radio Arena                       |
| 14 de abril de 2007      | Sheffield        | Inglaterra     | Motorpoint Arena                        |
| 15 de abril de 2007      | Londres          | Inglaterra     | Wembley Arena                           |
| 16 de abril de 2007      | Londres          | Inglaterra     | Wembley Arena                           |
| 17 de abril de 2007      | Birmingham       | Inglaterra     | National Indoor Arena                   |
| 19 de abril de 2007      | Düsseldorf       | Alemania       | Philipshalle                            |
| 20 de abril de 2007      | Stuttgart        | Alemania       | Porsche Arena                           |
| 21 de abril de 2007      | Frankfurt        | Alemania       | Jahrhunderthalle                        |
| 23 de abril de 2007      | París            | Francia        | Palais Omnisports de Paris-Bercy        |
| 25 de abril de 2007      | Geneva           | Suiza          | SEG Geneva Arena                        |
| 26 de abril de 2007      | Turín            | Italia         | Torino Palasport Olimpico               |
| 27 de abril de 2007      | Milán            | Italia         | Mediolanum Forum                        |
| 29 de abril de 2007      | Zúrich           | Suiza          | Hallenstadion                           |
| 30 de abril de 2007      | Mannheim         | Alemania       | SAP Arena                               |
| 2 de mayo de 2007        | Leipzig          | Alemania       | Arena Leipzig                           |
| 3 de mayo de 2007        | Berlín           | Alemania       | Max Schmeling Halle                     |
| 5 de mayo de 2007        | Herning          | Dinamarca      | Messecenter Herning                     |
| Norteamérica (1ª etapa)  |                  |                |                                         |
| 22 de junio de 2007      | Atlantic City    | Estados Unidos | Borgata Events Center                   |
| 23 de junio de 2007      | Atlantic City    | Estados Unidos | Borgata Events Center                   |
| 24 de junio de 2007      | Hershey          | Estados Unidos | Star Pavilion                           |
| 26 de junio de 2007      | Florence         | Estados Unidos | Pines Theatre                           |
| 27 de junio de 2007      | Uncasville       | Estados Unidos | Mohegan Sun Arena                       |
| 29 de junio de 2007      | Wantagh          | Estados Unidos | Jones Beach Theatre                     |
| 30 de junio de 2007      | Bethel           | Estados Unidos | Bethel Woods Center for the Arts        |
| 1 de julio de 2007       | Essex Junction   | Estados Unidos | Coca-Cola Grandstand                    |
| 3 de julio de 2007       | Quebec City      | Canadá         | Colisée Pepsi                           |
| 4 de julio de 2007       | Montreal         | Canadá         | Salle Wilfrid-Pelletier                 |
| 5 de julio de 2007       | Ottawa           | Canadá         | LeBreton Flats Park                     |
| 7 de julio de 2007       | Orillia          | Canadá         | Entertainment Centre                    |
| 8 de julio de 2007       | Orillia          | Canadá         | Entertainment Centre                    |
| 10 de julio de 2007      | Interlochen      | Estados Unidos | Kresge Auditorium                       |
| 11 de julio de 2007      | Sterling Heights | Estados Unidos | Freedom Hill Amphitheater               |
| 12 de julio de 2007      | Toleda           | Estados Unidos | Toledo Zoo Amphitheater                 |
| 14 de julio de 2007      | Cleveland        | Estados Unidos | Plain Dealer Pavilion                   |
| 15 de julio de 2007      | Indianapolis     | Estados Unidos | The Lawn                                |
| 16 de julio de 2007      | Kansas City      | Estados Unidos | Starlight Theatre                       |
| 19 de julio de 2007      | Morrison         | Estados Unidos | Red Rocks Amphitheatre                  |
| 20 de julio de 2007      | Morrison         | Estados Unidos | Red Rocks Amphitheatre                  |
| 21 de julio de 2007      | Telluride        | Estados Unidos | Town Park                               |
| 22 de julio de 2007      | Albuquerque      | Estados Unidos | The Pavilion                            |
| 24 de julio de 2007      | Tucson           | Estados Unidos | Anselmo Valencia Tori Amphitheater      |
| 26 de julio de 2007      | Costa Mesa       | Estados Unidos | Pacific Amphitheatre                    |
| 27 de julio de 2007      | Paso Robles      | Estados Unidos | Grandstand                              |
| 28 de julio de 2007      | Kelseyville      | Estados Unidos | Konocti Harbor                          |
| Oceanía                  |                  |                |                                         |
| 8 de agosto de 2007      | Christchurch     | Nueva Zelanda  | Westpac Arena                           |
| 10 de agosto de 2007     | Wellington       | Nueva Zelanda  | TSB Bank Arena                          |
| 11 de agosto de 2007     | Auckland         | Nueva Zelanda  | Vector Arena                            |
| 13 de agosto de 2007     | Brisbane         | Australia      | Brisbane Entertainment Centre           |
| 15 de agosto de 2007     | Sídney           | Australia      | Sídney Entertainment Centre             |
| 16 de agosto de 2007     | Sídney           | Australia      | Sídney Entertainment Centre             |
| 17 de agosto de 2007     | Melbourne        | Australia      | Rod Laver Arena                         |
| 19 de agosto de 2007     | Melbourne        | Australia      | Rod Laver Arena                         |
| 21 de agosto de 2007     | Adelaide         | Australia      | Adelaide Entertainment Centre           |
| 23 de agosto de 2007     | Perth            | Australia      | Burswood Dome                           |
| 26 de agosto de 2007     | Auckland         | Nueva Zelanda  | Auckland Civic Theatre                  |
| 27 de agosto de 2007     | Auckland         | Nueva Zelanda  | Auckland Civic Theatre                  |
| Norteamérica (2ª etapa)  |                  |                |                                         |
| 15 de septiembre de 2007 | Austin           | Estados Unidos | Waller Creek Outdoor Amphitheater       |
| 16 de septiembre de 2007 | Austin           | Estados Unidos | AT&T Blue Room Stage                    |
| 19 de septiembre de 2007 | Nashville        | Estados Unidos | Ryman Auditorium                        |
| 20 de septiembre de 2007 | Nashville        | Estados Unidos | Ryman Auditorium                        |
| 22 de septiembre de 2007 | Duluth           | Estados Unidos | Arena at Gwinnett Center                |
| 23 de septiembre de 2007 | Clemson          | Estados Unidos | Littlejohn Coliseum                     |
| 25 de septiembre de 2007 | Norfolk          | Estados Unidos | Ted Constant Convocation Center         |
| 27 de septiembre de 2007 | Charlottesville  | Estados Unidos | John Paul Jones Arena                   |
| 28 de septiembre de 2007 | Columbia         | Estados Unidos | Merriweather Post Pavilion              |
| 29 de septiembre de 2007 | Kingston         | Estados Unidos | Ryan Center                             |
| 30 de septiembre de 2007 | Bridgeport       | Estados Unidos | Webster Bank Arena                      |
| 2 de octubre de 2007     | Worcester        | Estados Unidos | DCU Center                              |
| 4 de octubre de 2007     | Portland         | Estados Unidos | Cumberland County Civic Center          |
| 5 de octubre de 2007     | Manchester       | Estados Unidos | Verizon Wireless Arena                  |
| 6 de octubre de 2007     | Albany           | Estados Unidos | Times Union Center                      |
| 8 de octubre de 2007     | Syracuse         | Estados Unidos | Oncenter War Memorial Arena             |
| 9 de octubre de 2007     | Rochester        | Estados Unidos | RIT Gordon Fieldhouse                   |
| 11 de octubre de 2007    | Pittsburgh       | Estados Unidos | Petersen Events Center                  |
| 12 de octubre de 2007    | Ypsilanti        | Estados Unidos | Convocation Center                      |
| 13 de octubre de 2007    | Columbus         | Estados Unidos | Jerome Schottenstein Center             |
| 15 de octubre de 2007    | Cincinnati       | Estados Unidos | Taft Theatre                            |
| 16 de octubre de 2007    | Fairborn         | Estados Unidos | Nutter Center                           |
| 17 de octubre de 2007    | Louisville       | Estados Unidos | Freedom Hall                            |
| 19 de octubre de 2007    | Bloomington      | Estados Unidos | Assembly Hall                           |
| 20 de octubre de 2007    | Bloomington      | Estados Unidos | U.S. Cellular Coliseum                  |
| 22 de octubre de 2007    | St. Louis        | Estados Unidos | Fox Theatre                             |
| 24 de octubre de 2007    | Iowa City        | Estados Unidos | Carver–Hawkeye Arena                    |
| 26 de octubre de 2007    | Omaha            | Estados Unidos | Qwest Center Omaha                      |
| 27 de octubre de 2007    | Chicago          | Estados Unidos | Chicago Theatre                         |
| 28 de octubre de 2007    | Chicago          | Estados Unidos | Chicago Theatre                         |
| 29 de octubre de 2007    | Chicago          | Estados Unidos | Chicago Theatre                         |